# Floridasnårskrika
Floridasnårskrika (Aphelocoma coerulescens) är en hotad kråkfågel med mycket begränsad utbredning i amerikanska delstaten Florida.

## Utseende och läten
Floridasnårskrikan är en medelstor (27–31 cm), blå och grå skrika med lång stjärt. Adulta fåglar har blått huvud med vitt ögonbrynsstreck, en svart ansiktsfläck och svart näbb. På ovansidan syns grå mantel men blå vingar och stjärt. Undersidan är vitaktig. I flykten liknar den blåskrikan, men denna har vita inslag på vingar och stjärt. Bland de lokalt kraftigt varierande lätena hörs raspiga ljud men även mjuka och lösa "ch-leep".

## Utbredning och systematik
Fågeln förekommer lokalt i ett brett öst-västligt band över Florida. Den behandlas som monotypisk, det vill säga att den inte delas in i några underarter.

## Bilder

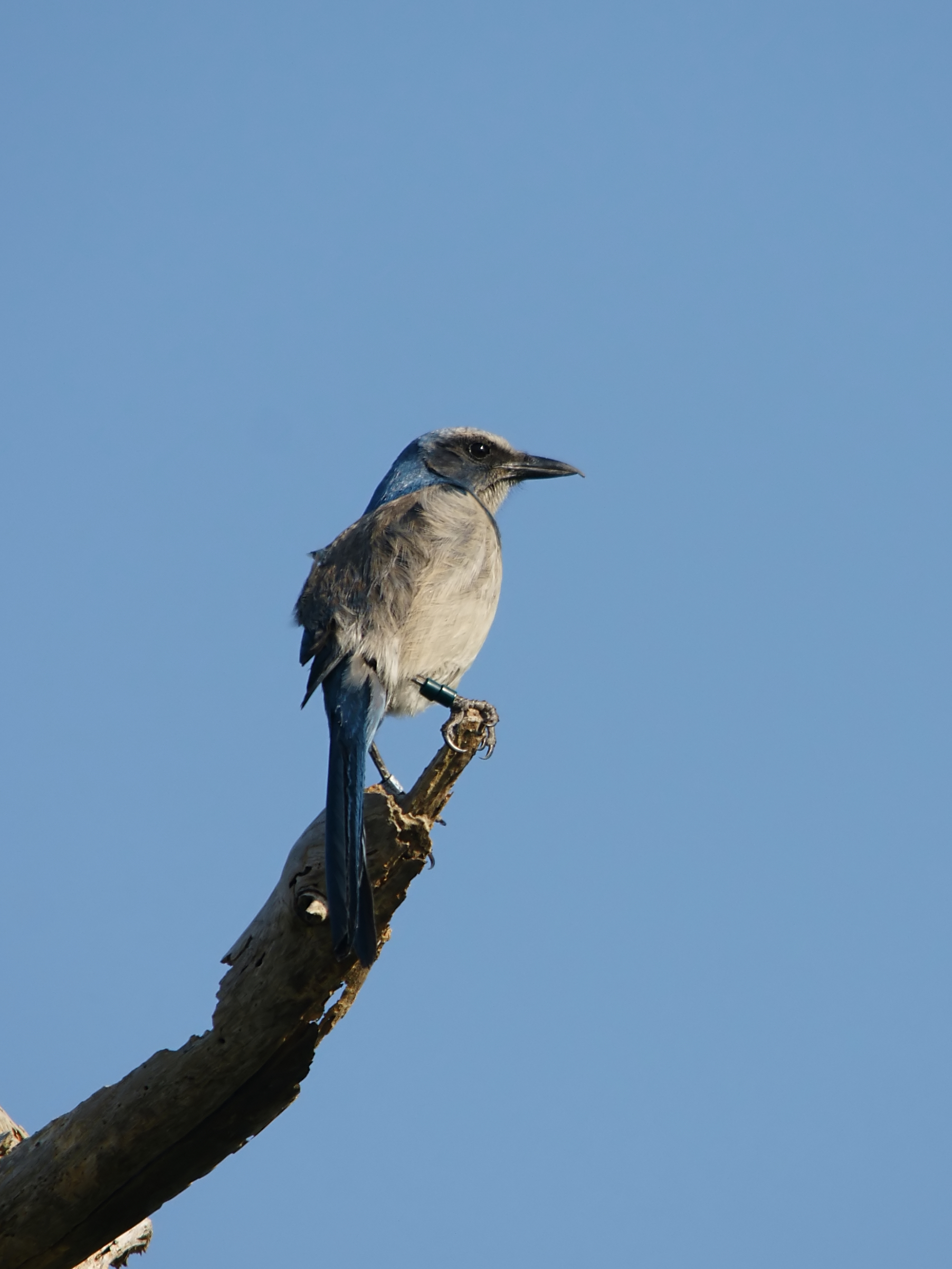
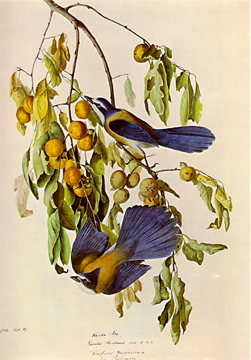
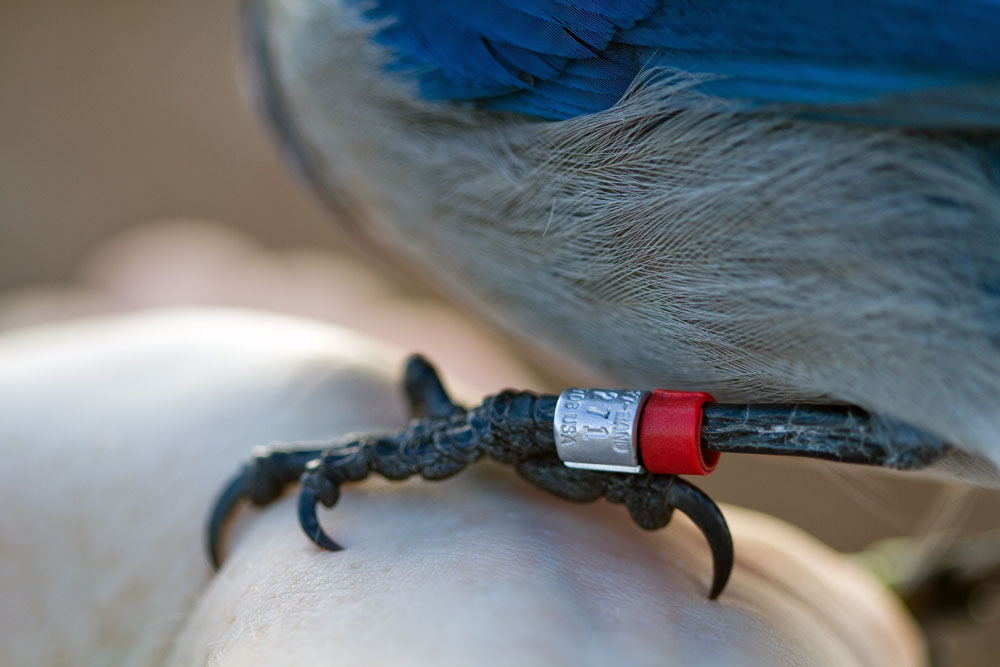
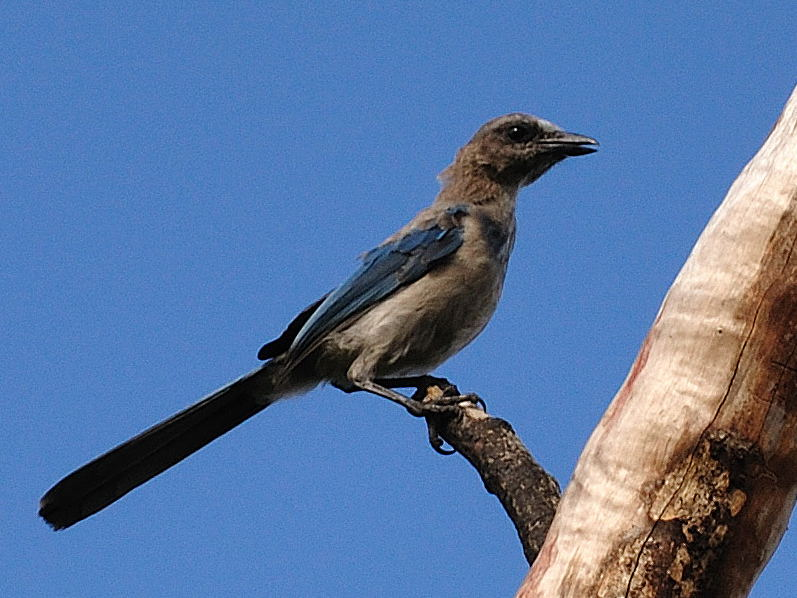

## Status och hot
Floridasnårskrikan har ett begränsat och fragmenterat utbredningsområde och beståndet är litet, uppskattat till under 10 000 vuxna individer. Den tros också minska i antal, till följd av habitatförstörelse och urbanisering. Den är därför upptagen på internationella naturvårdsunionen IUCN:s röda lista över hotade arter, där placerad i kategorin sårbar (VU).